# Langues et civilisations à tradition orale
Le laboratoire de Langues et civilisations à tradition orale (en abrégé LACITO) est une unité mixte de recherche (UMR 7107) sous tutelle du Centre national de la recherche scientifique, de l'Université Sorbonne Nouvelle - Paris 3 et de l'Institut national des langues et civilisations orientales. 
Situé sur le campus CNRS de Villejuif, le LACITO regroupe environ 40 personnes.

## Mission scientifique
Fondé en 1976 par Jacqueline Thomas, le LACITO se donne pour mission première d'étudier et de faire connaître les langues et cultures à tradition orale dans le monde. Ses membres participent à la recherche internationale en linguistique, en alliant description des langues, typologie des langues, linguistique historique et réflexions théoriques sur le langage. Le LACITO compte aussi en son sein des chercheurs en ethnologie, anthropologie et en littérature orale.
Les recherches au LACITO s'appuient sur des enquêtes de terrain dans diverses aires linguistiques et culturelles. Les matériaux sont décrits (grammaires, dictionnaires…) et analysés dans leurs composantes linguistiques (phonologie, morphologie, syntaxe, sémantique) ou anthropologiques (interaction communicative, rapport à la nature ou la culture, symbolisme). Ces travaux se situent dans le cadre de problématiques actuelles (typologie, cognition, pragmatique, linguistique historique et aréale...).
À travers son programme d’archivage en ligne, la Collection Pangloss, le LACITO développe des outils répondant au souci de préserver les données recueillies dans les langues peu documentées, et de les rendre accessibles aux chercheurs et aux communautés.

## Familles de langues étudiées
De nombreuses familles de langues sont (ou ont été) étudiées au sein du LACITO :
- Langues amérindiennes: familles arawak, carib, otomangue, tucanoan, tupi
- Langues eskimo-aléoutes
- Basque
- Langues indo-européennes: celtique, roman, germanique, slave, grec, albanais, indo-iranien et indo-aryen
- Langues ouraliennes
- Langues du Caucase: langues kartvéliennes, nakh-daghestaniennes
- Langues afro-asiatiques: Berbère, Sémitique, Tchadique
- Langues nigéro-congolaises
- Langues nilo-sahariennes
- Langues sino-tibétaines: chinois mandarin, groupe tibéto-birman
- Langues dravidiennes
- Langues hmong-mien
- Japonais
- Langues taï-kadaï
- Langues austroasiatiques
- Langues austronésiennes
  - Langues formosanes
  - Langues océaniennes: Nouvelle-Calédonie, îles Salomon, Vanuatu; sous-groupe polynésien
- Pidgins et créoles à base lexicale anglaise

## Direction
La direction du LACITO a successivement été assurée par, :
- Jacqueline Thomas (1976 — 1991)
- Jean-Claude Rivierre (1991 — 30 juin 1995)
- Martine Mazaudon (1er juillet 1995 — 30 juin 1999)
- Zlatka Guentcheva (1er juillet 2000 — 31 décembre 2008)
- François Jacquesson (1er janvier 2009 — 31 décembre 2013)
- Samia Naïm (1er janvier 2014 — 31 août 2015)
- Alexandre François (1er septembre 2015 — 6 septembre 2018)
- Lameen Souag (2018 — 30 juin 2019)
- Alexis Michaud (1er juillet 2019 — 01 janvier 2024)
- Lameen Souag (1er janvier 2024 — 31 août 2024)
- Cécile Leguy (depuis le 1er septembre 2024)